# Будівля школи домоводства і кулінарії (Ростов-на-Дону)

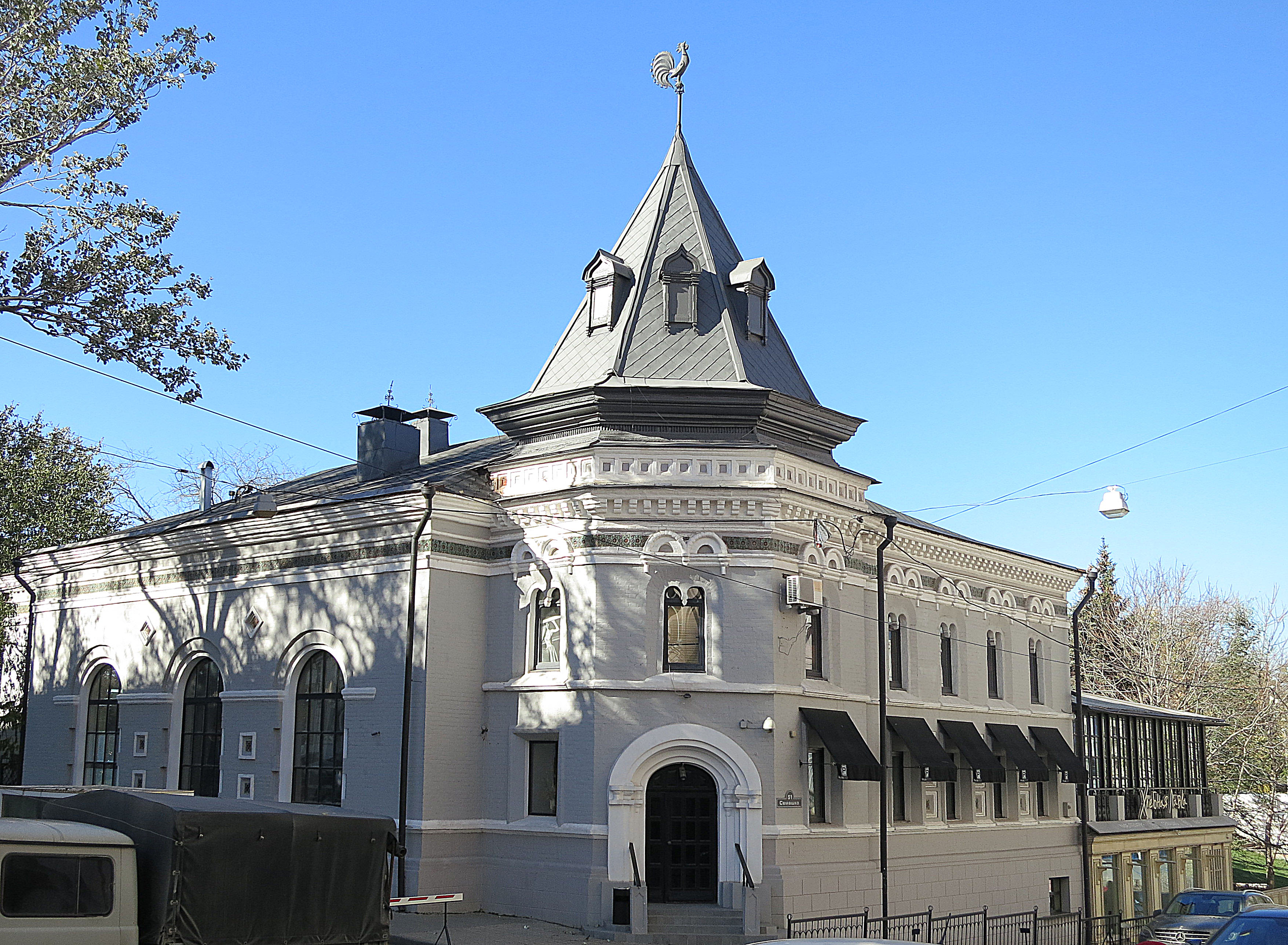
Вид будівлі в 2014-му році

Будівля школи домоводства і кулінарії (рос. Здание школы домоводства и кулинарии) — розташоване в Ростові-на-Дону на розі провулка Семашко та Думського проїзду. Побудовано в 1901 році за проектом ростовського архітектора Григорія Миколайовича Васильєва. Будівля має статус об'єкта культурної спадщини регіонального значення.

## Історія

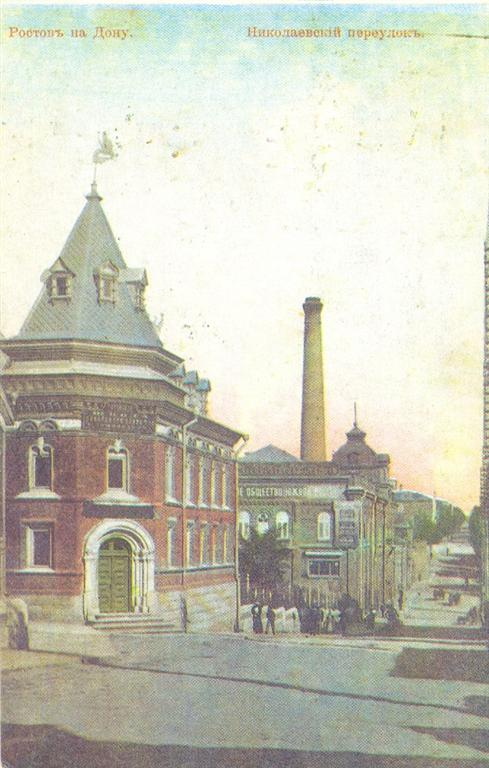
Будівля школи на початку XX століття

У 1898 році ростовський купець і «спиртогорілчаний король» Микола Ілліч Токарєв відкрив на свої кошти практичну школу кухарського мистецтва і домоведення. Перший час вона розміщувалася на другому поверсі будівлі жіночого училища Токарєва. У 1901 році на кошти Токарєва за проектом архітектора Григорія Миколайовича Васильєва для школи було побудовано нову будівлю в Миколаївському провулку (нині провулок Семашко). Це будівля купець передав в дар місту.
Після приходу радянської влади у будинку розмістилася їдальня. У 1990-х роках будівля була приватизована, і там відкрилося кафе «Тереза». У 2009 році будинок придбав холдинг «Ginza Project» і відкрив там ресторан-клуб «Парк культури». Новий власник поміняв оригінальні кольори особняка, пофарбувавши його в сірих тонах.

## Архітектура
Двоповерхова будівля з червоноцегляні фасадом побудовано в дусі еклектики, в його оформленні поєднуються елементи різних архітектурних стилів. Металева покрівля будівлі — це риса модерну. Оформлення віконних прорізів наличниками і замковими каменями — елемент класики. Майолікові вставки запозичені з давньоруської архітектури.